# 苯海拉明

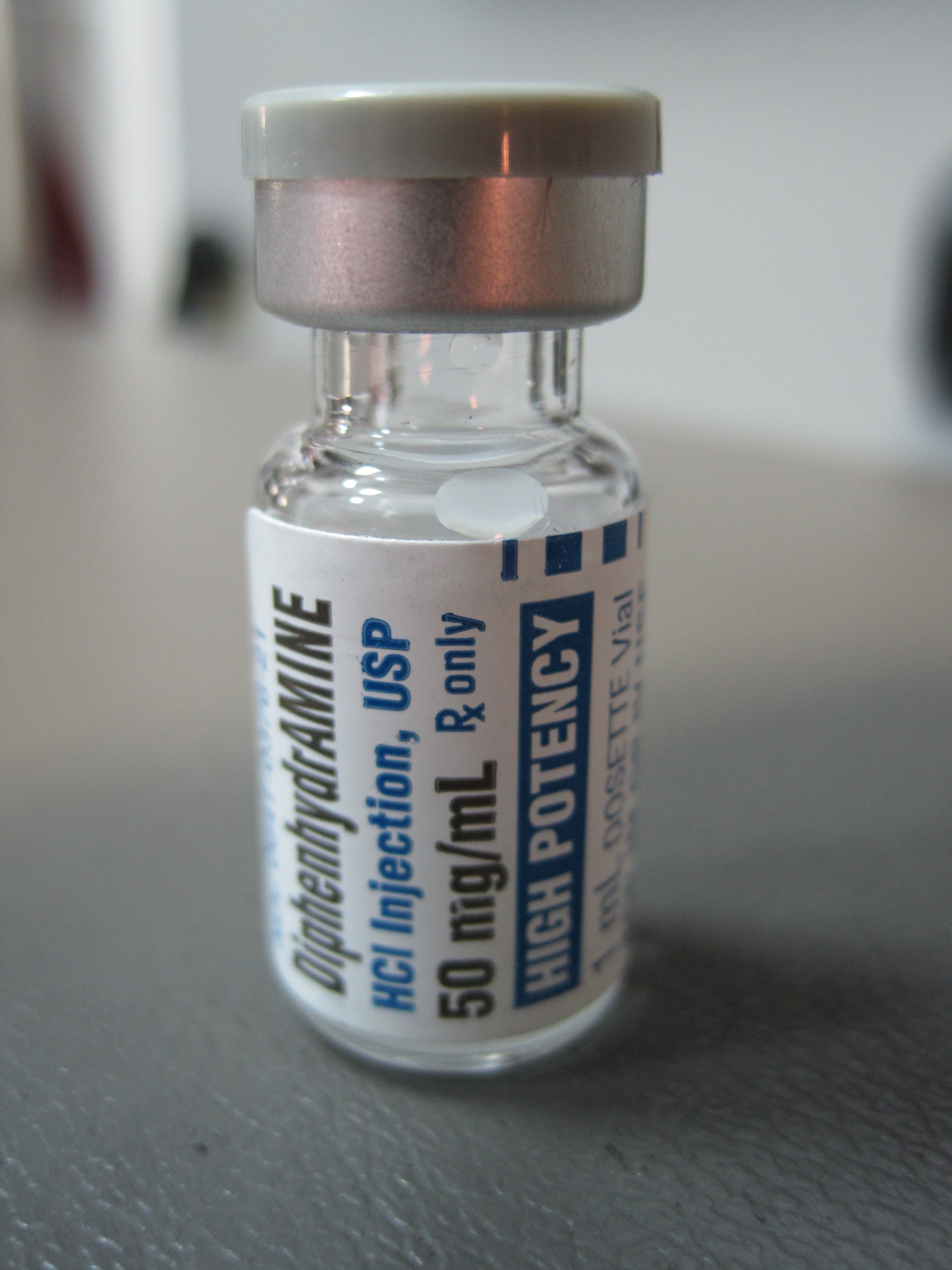
苯海拉明 (Diphenhydramine)

苯海拉明（INN：diphenhydramine）是一種第一代抗組織胺藥，主要用於治療過敏症，也可以用於治療失眠、感冒症狀、帕金森氏症震顫和噁心、防止暈車及錐體外症候群，亦具備局部麻醉藥的效果。苯海拉明具有鎮靜劑作用，被部分用於助眠或抗焦慮藥。給藥方式包括口服、靜脈注射及肌肉注射。最大效果通常在給藥後約兩小時，效果可持續長達七小時。

## 副作用與機制
苯海拉明常見的副作用包括嗜睡、方向感不佳以及反胃，不建議給嬰兒服用。目前還不清楚在懷孕時使用的風險，不過不建議在哺乳時服用此藥物。
苯海拉明是第一代的抗阻胺藥，即H1拮抗劑，會阻斷組織胺與H1接受器結合。與其他H1拮抗劑一樣，正常劑量下亦會導致不寧腿綜合症加重。
苯海拉明也是抗膽鹼劑，會對副交感神經產生抑制作用，導致頭暈、瞳孔放大、心跳過速、畏光、意識模糊、注意力不集中的副作用。
服用過多的苯海拉明會產生些微心理成癮性。
雖然擁有鎮靜劑效果，但因每人對藥物適應性不同，機率會產生異常反應反倒變得活躍。

苯海拉明與酒精併用會產生药物相互作用而加重嗜睡症狀。

## 歷史及社會
苯海拉明最早是由美國化學教授George Rieveschl製備，在1946年開始販售。目前是通用名药物。在发展中國家的藥價是每劑美金0.01元。在美國，每個月的藥費小於美金25元。苯海拉明的商品名有Benadryl，也有其他的名稱。在尚比亞，苯海拉明被禁毒委員會列為管制與禁用藥物。

## 藥物濫用
苯海拉明屬於通用名药物，在大多數國家都可以輕易購買，在某些國家會被作為鎮靜劑或助眠藥物使用。有精神健康問題的人或精神分裂症患者為降低因服用典型抗精神病藥物導致的常見副作用錐體外症候群，會使用苯海拉明加以抑制，這使得他們對該藥產生心理成癮性。
對於青少年而言，苯海拉明帶來的鎮靜作用、欣快感與幻覺為他們帶來精神亢奮與抑制憂鬱的效果。
2020年5月，一些用户在TikTok上掀起了「苯海拉明挑戰」（英語：Benadryl Challenge）風潮，鼓勵青少年服用超過十幾片以上的诸如苯海拉明的抗組胺藥後，將飄飄欲仙、產生幻覺後的影片發布於TikTok上，導致美國德克薩斯州沃思堡至少三名青少年因而住院。一名青少年服用14片苯海拉明後產生幻覺、說話語無倫次、靜息心率高達199。2020年8月30日，奧克拉荷馬市當地媒體WKRG-TV報導一名15歲少女因參與此挑戰服藥過量而死亡，這促使美國食品藥品監督管理局與Benadryl的製造商嬌生公司對藥物濫用行為發出警告：「過量服用Benadryl可能導致嚴重的心臟病、癲癇發作、昏迷甚至死亡。」Honeybee Health的首席藥劑師，聯合創始人兼聯合首席CEO Jessica Nouhavandi表示：「Benadryl的每日最高劑量為300毫克（mg），每片藥物通常含有25毫克，藥物過量會導致包括嗜睡，口乾，便秘和無法排尿的副作用，嚴重時可能導致幻覺、精神病、癲癇發作或昏迷。」。

## 引用
1. ↑  Paton DM, Webster DR. . Clin. Pharmacokinet. 1985, 10 (6): 477–97. PMID 2866055. doi:10.2165/00003088-198510060-00002.
2. ↑  . DrugBank.   [2009-09-05]. （原始内容存档于2019-04-20）.
3. 1 2 3  Simons KJ, Watson WT, Martin TJ, Chen XY, Simons FE. . J. Clin. Pharmacol. July 1990, 30 (7): 665–71. PMID 2391399. doi:10.1002/j.1552-4604.1990.tb01871.x.
4. ↑  Garnett WR. . Am. Pharm. February 1986, NS26 (2): 35–40. PMID 3962845.
5. 1 2 3 4 5 6 7 8 9  . Drugs.com. American Society of Health-System Pharmacists. 2016-09-06  [2016-09-28]. （原始内容存档于2016-09-15）.
6. ↑  Flake ZA, Scalley RD, Bailey AG (March 2004). . American Family Physician.   [2020-09-26]. （原始内容存档于2019-04-20）.
7. ↑  . Drugs.com.   [2016-09-28]. （原始内容存档于2016-10-02）.
8. ↑  . National Institute of Neurological Disorders and Stroke.   [2020-09-26]. （原始内容存档于2017-07-28）.
9. ↑  Ayd, Frank J. . Lippincott Williams & Wilkins. 2000: 332. ISBN 978-0-7817-2468-5. （原始内容存档于2017-09-08）.
10. ↑  Monson K，Schoenstadt A. . eMedTV.   [2014-01-04]. （原始内容存档于2014-01-04）.
11. ↑  Wendy S.Swanson. . Seattle Children's.   [2009-11-24]. （原始内容存档于2021-02-25）.
12. ↑  . Drugs.com.   [2020-09-26]. （原始内容存档于2013-02-17）.
13. ↑  Dörwald, Florencio Zaragoza. . John Wiley & Sons. 2013: 225. ISBN 978-3-527-64565-7. （原始内容存档于2016-10-02）.
14. ↑  . Ohio History Central.   [2016-09-28]. （原始内容存档于2016-10-17）.
15. ↑  . International Drug Price Indicator Guide.   [2016-09-28]. （原始内容存档于2020-09-27）.
16. ↑  Hamilton, Richart. . Jones & Bartlett Learning. 2015: 240. ISBN 978-1-284-05756-0.
17. ↑  . The Drug Enforcement Commission ZAMBIA.   [2020-09-26]. （原始内容存档于2013-11-16）.
18. ↑  Cassandra Sweetman (KFOR) and Nexstar Media Wire. . WKRG-TV. 2020-08-31  [2020-09-26]. （原始内容存档于2021-02-11）.
19. ↑  Dalvin Brown. . USA Today. 2020-09-25  [2020-09-26]. （原始内容存档于2020-11-18）.
20. ↑  . Healthline.   [2020-09-26]. （原始内容存档于2021-01-20）.

## 延伸閲讀
- Lieberman JA.  (PDF). Primary Care Companion J. Clinical Psychiatry. 2003, 5 (supplement 7): 6–10  [2020-01-26]. （原始内容存档 (PDF)于2014-06-11）.
- Cox D, Ahmed Z, McBride AJ. . Addiction. March 2001, 96 (3): 516–7. PMID 11310441.
- Björnsdóttir I, Einarson TR, Gudmundsson LS, Einarsdóttir RA. . Pharmacy World & Science. December 2007, 29 (6): 577–83. PMID 17486423. doi:10.1007/s11096-007-9122-2.

## 外部連結
- Drugs.com: Diphenhydramine （页面存档备份，存于）